# Relaciones Argentina-Irlanda
Las relaciones Argentina–Irlanda se refieren a las relaciones bilaterales entre la República Argentina y la República de Irlanda, que existen desde hace más de un siglo. Ambas naciones comparten vínculos culturales, debido a que más de 50 000 colonos irlandeses emigraron a la Argentina. De hecho, en Argentina vive la quinta mayor comunidad irlandesa en el extranjero y la más grande en un país que no habla inglés. Más de medio millón de argentinos se consideran descendientes de irlandeses. Ambas naciones son miembros de las Naciones Unidas.

## Historia
Los primeros inmigrantes irlandeses pudieron haber llegado a la Argentina junto con colonos españoles, al servicio de España. De 1806 a 1807, las fuerzas británicas intentaron sin éxito tomar el control de partes de la Argentina, sobre todo alrededor del Río de la Plata, un episodio que se conoce como el de las invasiones británicas del Río de la Plata. Durante la invasión, varios soldados irlandeses abandonaron el ejército británico y se unieron al ejército español/argentino. El irlandés más conocido fue el almirante William Brown, quien llegó a la Argentina en 1810. Es considerado como el Padre de la Armada Argentina al haber sido él quien creó y contribuyó al desarrollo de dicha rama de las Fuerzas Armadas argentinas y por pelear en nombre de Argentina contra España, Brasil, Inglaterra y Francia. Debido a la pobreza y a la gran hambruna irlandesa, más de 50 000 irlandeses emigraron a Argentina entre los años 1830-1930 en busca de tierra y una vida mejor.
En 1916, durante el Levantamiento de Pascua, hubo un irlandés, nacido en la Argentina, Eamon Bulfin, quien levantó e izó las dos banderas sobre la Oficina Central de Correos de Dublin: la bandera tricolor y la de "Republica de Irlanda".Gracias a que Bulfin era argentino, no fue ejecutado después de ser capturado por los británicos. Fue deportado a la Argentina y más tarde fue nombrado por Éamon de Valera como el primer cónsul irlandés en Buenos Aires. Bulfin fue reclutado por el republicano irlandés Laurence Ginnell en 1921, para promover el apoyo a la independencia irlandesa y para obtener un préstamo de 500 000 £ de los miembros más ricos de la comunidad irlandesa en Argentina. En 1937, Irlanda se convirtió en nación independiente y en junio de 1947 tanto Argentina como Irlanda establecieron relaciones diplomáticas. Ese mismo año, Irlanda abrió su embajada en Buenos Aires.
Durante la Guerra de las Malvinas (abril a junio de 1982) entre Argentina y el Reino Unido, Irlanda fue miembro no permanente del Consejo de Seguridad de las Naciones Unidas y votó a favor de la Resolución 502 del Consejo de Seguridad de las Naciones Unidas, que exigía el cese inmediato de las hostilidades entre Argentina y el Reino Unido y un retiro completo de las fuerzas argentinas de las Islas Malvinas. Al mismo tiempo, la primera ministra británica, Margaret Thatcher, presionó al gobierno irlandés para que se abstuviera de una resolución pidiendo un alto el fuego entre el Reino Unido y Argentina.
En 2016, Argentina e Irlanda celebraron conjuntamente el bicentenario de la independencia de Argentina y el centenario de Irlanda del Alzamiento de Pascua.

## Visitas de estado

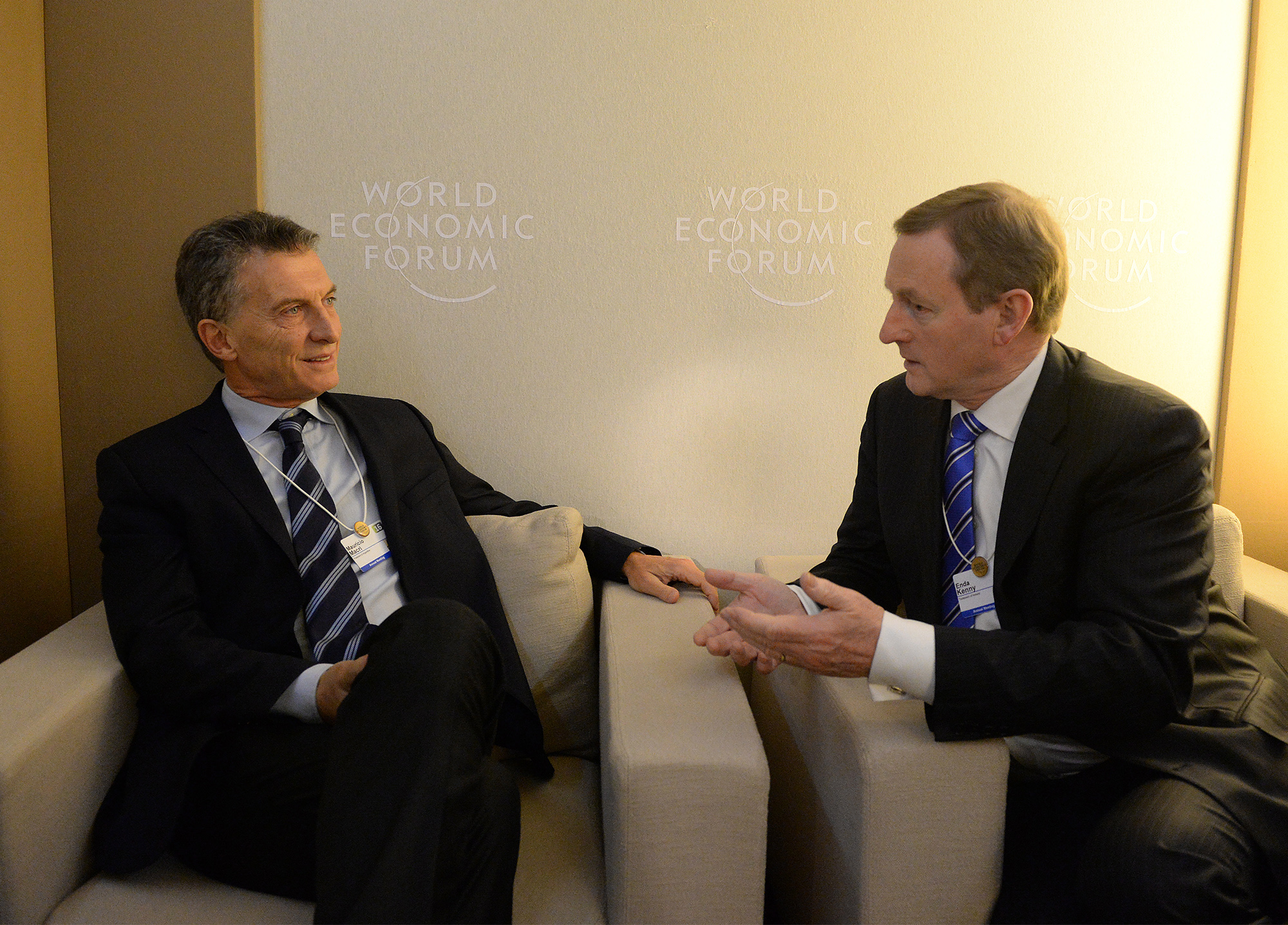
El presidente argentino Mauricio Macri, el encuentro con el irlandés Taoiseach Enda Kenny en Davos, Suiza; enero de 2016.

Visitas de alto nivel desde Argentina a Irlanda
- Senador Daniel Filmus (2013)
- Diputado Guillermo Carmona (2013)

Visitas de alto nivel desde Irlanda a la Argentina
- Presidenta Mary Robinson (1995)
- Taoiseach Bertie Ahern (2001)
- Presidenta Mary McAleese (2004)
- Ministro de Relaciones Exteriores Dermot Ahern (2008)
- Presidente Michael D. Higgins (2012)

## Comercio
En 2017, el comercio total entre Argentina e Irlanda totalizó 500 millones de euros. Las principales exportaciones de Argentina a Irlanda son las de soja, salvado, vino, otras verduras y aceites esenciales. Las principales exportaciones de Irlanda a Argentina incluyen sangre humana o animal, medicamentos envasados, grúas, computadoras y equipos médicos. Argentina es el tercer socio comercial más grande de Irlanda en América Latina. En 2000, las naciones que integran el Mercosur (entre las cuales se cuenta la Argentina) y la Unión Europea (que incluye a Irlanda) iniciaron negociaciones sobre un acuerdo de libre comercio.

## Acuerdos bilaterales
Ambas naciones han firmado algunos acuerdos bilaterales como un Acuerdo de Intercambio de Información Tributaria. y un Acuerdo de Visa de trabajo de vacaciones (2015).

## Misiones diplomáticas residentes
- Argentina tiene una embajada en Dublín.[15]
- Irlanda tiene una embajada en Buenos Aires.[16]